# Quintanilla de la Cueza
Quintanilla de la Cueza es una localidad y también una pedanía del municipio de Cervatos de la Cueza en la comarca de Tierra de Campos de la provincia de Palencia, comunidad autónoma de Castilla y León, España.

## Toponimia
El topónimo se conforma, por un lado, de Quintanilla, diminutivo de Quintana (del latín quinta, que significa villa o quinta en el campo); por otro, de Cueza, que según Fátima Carrera de la Red procede del germánico Goza, Gozan, de significado desconocido. La misma autora señala que en el lugar llaman «cuezas» a los vallecillos del terreno; haría referencia a las ondulaciones del terreno o cuencas donde se recogen las aguas.

## Demografía
Evolución de la población en el siglo XXI
| Gráfica de evolución demográfica de Quintanilla de la Cueza entre 2000 y 2020 |
|                                                                               |
| Población de derecho (2000-2020) según el padrón municipal del INE            |

## Historia
A la caída del Antiguo Régimen la localidad se constituye en municipio constitucional que en el censo de 1842 contaba con 21 hogares y 109 vecinos, para posteriormente integrarse en Cervatos de la Cueza.

## Patrimonio

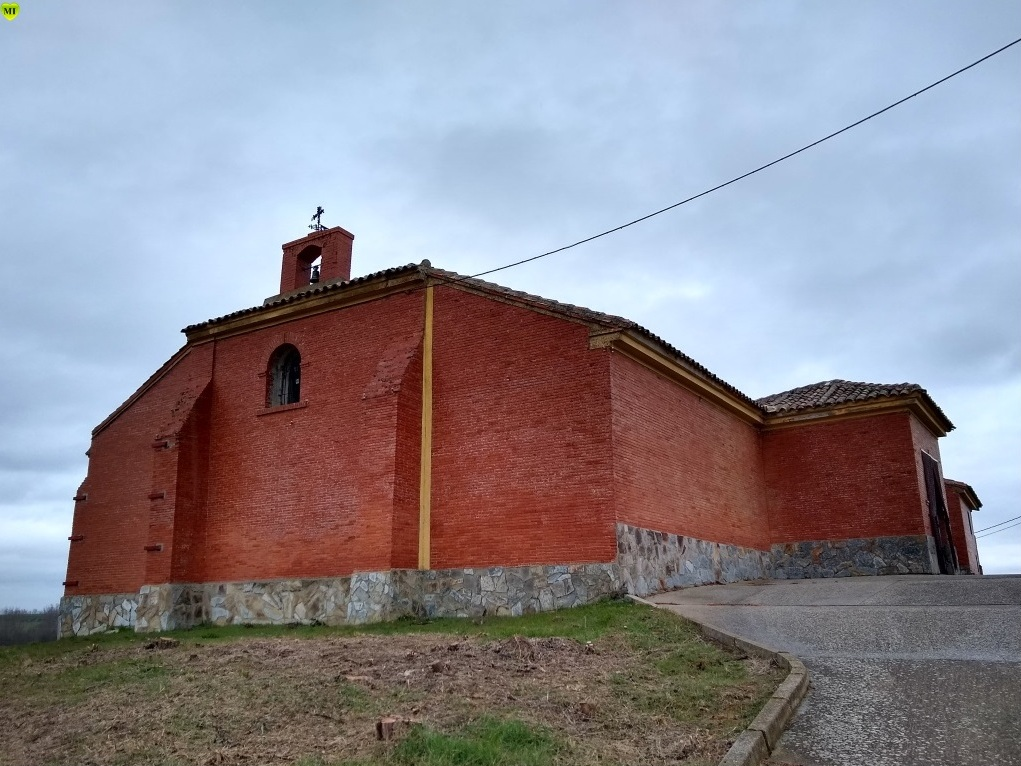
Iglesia parroquial

Iglesia de la AsunciónArtesonados mudéjares. Un monumental retablo renacentista.
Villa romana La TejadaAsentamiento romano que se corresponde con una explotación agrícola de carácter señorial (siglos II - V d. C.). Es uno de esos fundi romanos de uso agrícola del siglo II, cuyo esplendor discurrió a lo largo de los siglos III y IV. Conserva mosaicos, piscina e hipocaustos, entre otros.